# István Hamar
István Hamar (ur. 6 października 1970 w Tököl) – węgierski piłkarz występujący na pozycji pomocnika.

## Kariera klubowa
Hamar karierę rozpoczynał w 1988 roku w drugoligowym zespole Csepel SC. W sezonie 1988/1989 awansował z nim do pierwszej ligi, jednak w kolejnym spadł z powrotem do drugiej. W 1992 roku przeszedł do pierwszoligowego klubu Kispest Honvéd, z którym w sezonie 1992/1993 zdobył mistrzostwo Węgier, a w sezonie 1993/1994 wicemistrzostwo Węgier. W 1996 roku odszedł do MTK Budapeszt, w którym spędził sezon 1995/1996.
W 1996 roku Hamar odszedł do także pierwszoligowego Vasasu. W trakcie sezonu 1996/1997 przeniósł się jednak do tureckiego Vansporu, występującego w pierwszej lidze. Do końca sezonu 1996/1997 rozegrał tam 13 spotkań i zdobył 3 bramki. Następnie odszedł do izraelskiego Beitaru Jerozolima. W sezonie 1997/1998 zdobył z nim mistrzostwo Izraela.
Na początku 2001 roku Hamar odszedł do Maccabi Netanja, w którym grał do końca sezonu 2000/2001. Następnie wrócił na Węgry, gdzie występował w zespołach Videoton FC, Honvéd, FC Dabas, Jászapáti VSE, Szigetszentmiklósi TK, Tököl VSK, Vecsési FC oraz Ladánybene FC. W 2014 roku zakończył karierę.

## Kariera reprezentacyjna
W reprezentacji Węgier Hamar zadebiutował 29 maja 1993 w wygranym 4:2 towarzyskim meczu z Irlandią, w którym strzelił też dwa gole. W latach 1993–2001 w drużynie narodowej rozegrał 25 spotkań i zdobył 4 bramki.